# Marko Kešelj
Marko Kešelj (en alphabet cyrillique serbe : Марко Кешељ ; en alphabet latin serbe : Marko Kešelj), né le 2 janvier 1988 à Belgrade (Yougoslavie, actuelle Serbie), est un joueur serbe de basket-ball, évoluant au poste d'ailier.

## Biographie
Kešelj est formé à l'Avala Ada (désormais connu sous le nom de KK Mega Vizura) et y fait ses débuts professionnels.
Il joue avec le CB Girona lors de la saison 2006-2007 et remporte l'EuroCoupe cette saison.
En 2010, il rejoint l'Olympiakos et il remporte l'Euroligue 2011-2012 et le championnat.
En février 2013, Kešelj part jouer au Mans comme pigiste médical,.
En août 2013, il rejoint l'ASVEL pour la saison 2013-2014. En 2014, Kešelj retourne au KK Mega Vizura.
En juillet 2017, Kešelj signe un contrat de deux ans avec l'Étoile rouge de Belgrade.

## Palmarès
- Vainqueur de la Ligue adriatique : 2019